# Cleveland Browns 1972
La stagione 1972 dei Cleveland Browns è stata la 23ª della franchigia nella National Football League. La squadra concluse con un record di 10-4, terminando seconda nella AFC Central division e facendo ritorno ai playoff per il secondo anno consecutivo. Lì fu sconfitta nel primo turno dai Miami Dolphins. Sarebbe rimasta l'ultima qualificazione fino al 1980.

## Roster
| Roster dei Cleveland Browns nel 1972 |
| --- |
| Quarterback - 16 Bill Nelsen - 15 Mike Phipps Running Back - 30 Ken Brown - 44 Leroy Kelly - 35 Bo Scott FB Wide Receiver - 47 Cookie Brinkman - 43 Fair Hooker - 19 Billy Lefear - 25 Frank Pitts - 42 Gloster Richardson - 85 Paul Staroba Tight End - 83 Chip Glass - 89 Milt Morin Offensive Linemen - 64 Jim Copeland G - 61 Bob DeMarco C - 65 John Demarie G - 54 Fred Hoaglin C - 66 Gene Hickerson G - 78 Bob McKay T - 68 Bubba Pena G Defensive Linemen - 84 Bob Briggs DE - 77 Fest Cotton DT - 81 Jack Gregory DE - 71 Walter Johnson DT - 80 Joe Jones DE - 72 Jerry Sherk DT - 88 Ron Snidow DE Linebacker - 52 Billy Andrews OLB - 50 John Garlington OLB - 59 Charlie Hall OLB - 82 Jim Houston OLB - 58 Rick Kingrea MLB - 51 Dale Lindsey MLB Defensive Back - 23 Cliff Brooks - 27 Thom Darden FS - 28 Ben Davis CB - 34 Mike Howell S - 22 Clarence Scott CB Special Team - 12 Don Cockroft K/P Squadra di allenamento - 17 Brian Sipe QB (Taxi Squad)              |
| Legenda - I rookie sono in corsivo. - Il primo ruolo è il principale mentre gli eventuali successivi indicano i ruoli secondari. - (IR) sta per Injured Reserve ed indica la lista ristretta per un solo giocatore infortunato che può tornare ad allenarsi dopo la settimana 6 e a rientrare in prima squadra dopo che questa ha giocato 8 partite. - (NF-Inj.) / (NF-Ill.) stanno rispettivamente per Non-Football Injured e Non-Football Illness ed indicano le liste dove viene inserito un giocatore che ha un infortunio o una malattia non dipendente dal football americano. - (PUP) sta per Physically Unable to Perform ed indica la lista dove viene inserito un giocatore mentre è in attesa di recuperare la condizione fisica. Nella stagione regolare dopo la sesta partita giocata dalla propria squadra, il giocatore ha tempo tre settimane per riprendere ad allenarsi, più tre settimane aggiuntive dal suo rientro agli allenamenti per rientrare in prima squadra. |

## Calendario
| Stagione regolare |              |                        |           |        |                             |          |         |
| Turno             | Data         | Avversario             | Risultato | Record | Stadio                      | Pubblico | Sintesi |
| 1                 | 17 settembre | Green Bay Packers      | S 10–26   | 0–1    | Cleveland Municipal Stadium | 75,771   | Recap   |
| 2                 | 24 settembre | at Philadelphia Eagles | V 27–17   | 1–1    | Veterans Stadium            | 65,720   | Recap   |
| 3                 | 1 ottobre    | Cincinnati Bengals     | V 27–6    | 2–1    | Cleveland Municipal Stadium | 81,564   | Recap   |
| 4                 | 8 ottobre    | Kansas City Chiefs     | S 7–31    | 2–2    | Cleveland Municipal Stadium | 83,819   | Recap   |
| 5                 | 15 ottobre   | Chicago Bears          | S 0–17    | 2–3    | Cleveland Municipal Stadium | 72,339   | Recap   |
| 6                 | 22 ottobre   | at Houston Oilers      | V 23–17   | 3–3    | Houston Astrodome           | 38,113   | Recap   |
| 7                 | 29 ottobre   | at Denver Broncos      | V 27–20   | 4–3    | Mile High Stadium           | 51,656   | Recap   |
| 8                 | 5 novembre   | Houston Oilers         | V 20–0    | 5–3    | Cleveland Municipal Stadium | 61,985   | Recap   |
| 9                 | 13 novembre  | at San Diego Chargers  | V 21–17   | 6–3    | San Diego Stadium           | 54,205   | Recap   |
| 10                | 19 novembre  | Pittsburgh Steelers    | V 26–24   | 7–3    | Cleveland Municipal Stadium | 83,009   | Recap   |
| 11                | 26 novembre  | Buffalo Bills          | V 27–10   | 8–3    | Cleveland Municipal Stadium | 70,104   | Recap   |
| 12                | 3 dicembre   | at Pittsburgh Steelers | S 0–30    | 8–4    | Three Rivers Stadium        | 50,350   | Recap   |
| 13                | 9 dicembre   | at Cincinnati Bengals  | V 27–24   | 9–4    | Riverfront Stadium          | 59,524   | Recap   |
| 14                | 17 dicembre  | at New York Jets       | V 26–10   | 10–4   | Shea Stadium                | 62,614   | Recap   |

Note: gli avversari della propria division sono in grassetto.

### Playoff
| Playoff    |             |                   |           |        |                   |          |         |
| Turno      | Data        | Avversario        | Risultato | Record | Stadio            | Pubblico | Sintesi |
| Divisional | 24 dicembre | at Miami Dolphins | S 14–20   | 0–1    | Miami Orange Bowl | 78,196   | Recap   |

## Classifiche
| AFC Central         |    |    |   |      |      |      |     |     |     |
|                     | V  | S  | P | %    | CONF | DIV  | PF  | PS  | STR |
| Pittsburgh Steelers | 11 | 3  | 0 | .786 | 4–2  | 9–2  | 343 | 175 | V4  |
| Cleveland Browns    | 10 | 4  | 0 | .714 | 5–1  | 9–2  | 268 | 249 | V2  |
| Cincinnati Bengals  | 8  | 6  | 0 | .571 | 3–3  | 6–5  | 299 | 229 | V1  |
| Houston Oilers      | 1  | 13 | 0 | .071 | 0–6  | 1–10 | 164 | 380 | S11 |